# Patanga
Patanga es un género de saltamontes  de la subfamilia Cyrtacanthacridinae, familia Acrididae. Las especies de este género se encuentran en Asia, específicamente en India, China, Japón y la península de Indochina. El género fue descrito en 1923 por Boris Uvarov.

## Especies
Las siguientes especies pertenecen al género Patanga:
- Patanga apicerca Huang, 1982
- Patanga avis Rehn & Rehn, 1941
- Patanga humilis Bi, 1986
- Patanga japonica (Bolívar, 1898)
- Patanga luteicornis (Serville, 1838)
- Patanga succincta (Johannson, 1763)